# تشاد (ورق)

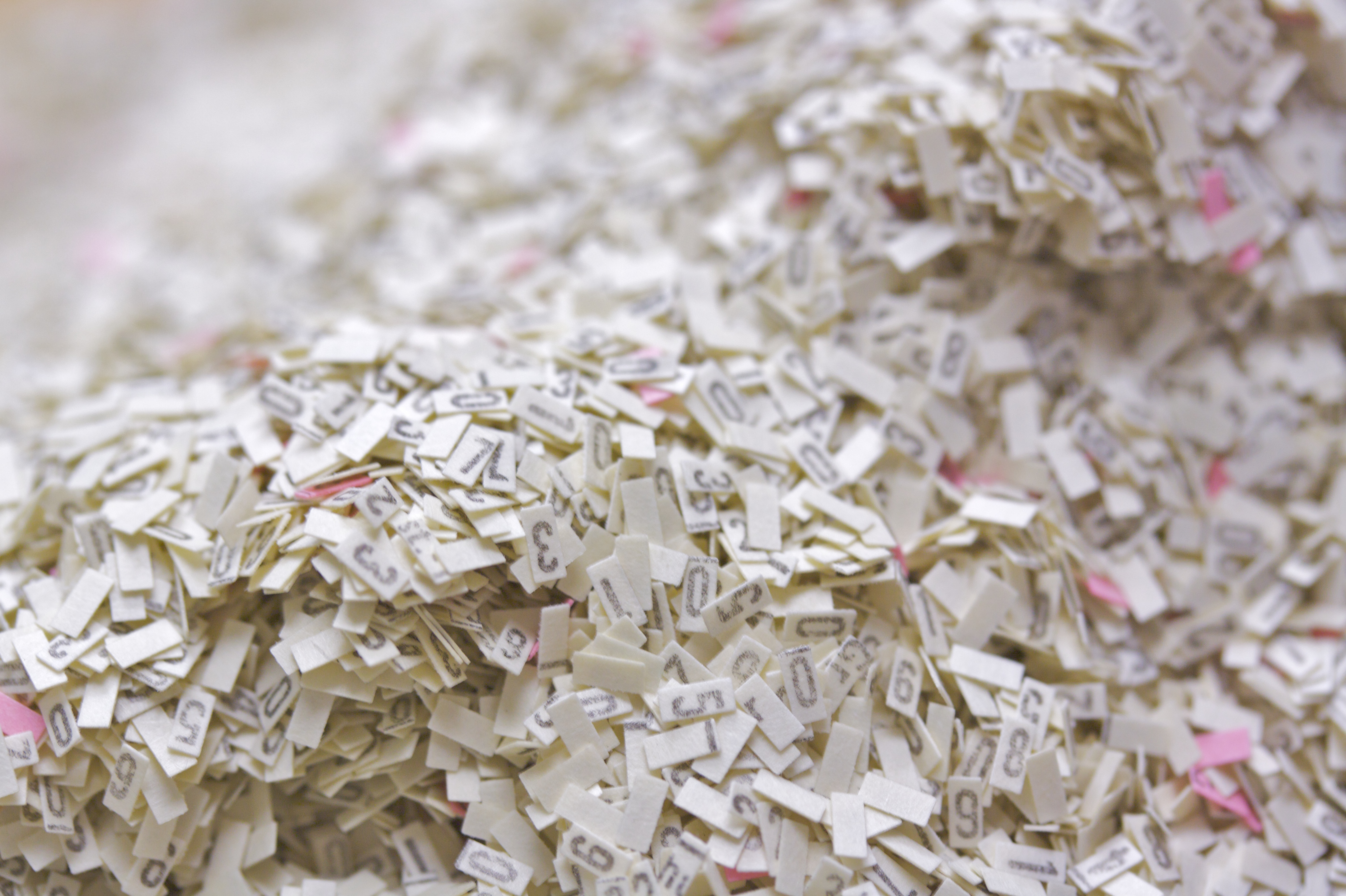
تشادس من البطاقات المثقوبة. كل تشاد حوالي طويلة.

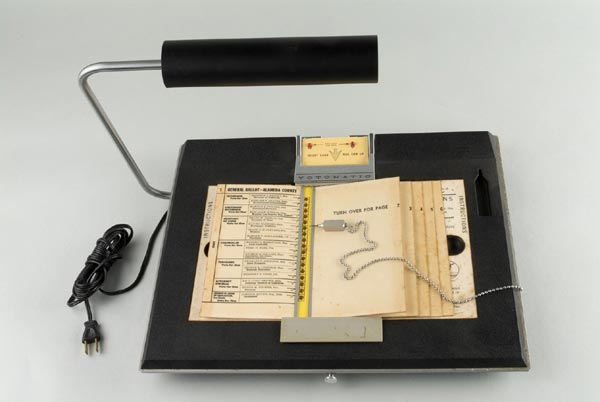
آلات التصويت Votomatic من النوع المستخدم في انتخابات عام 2000 في فلوريدا

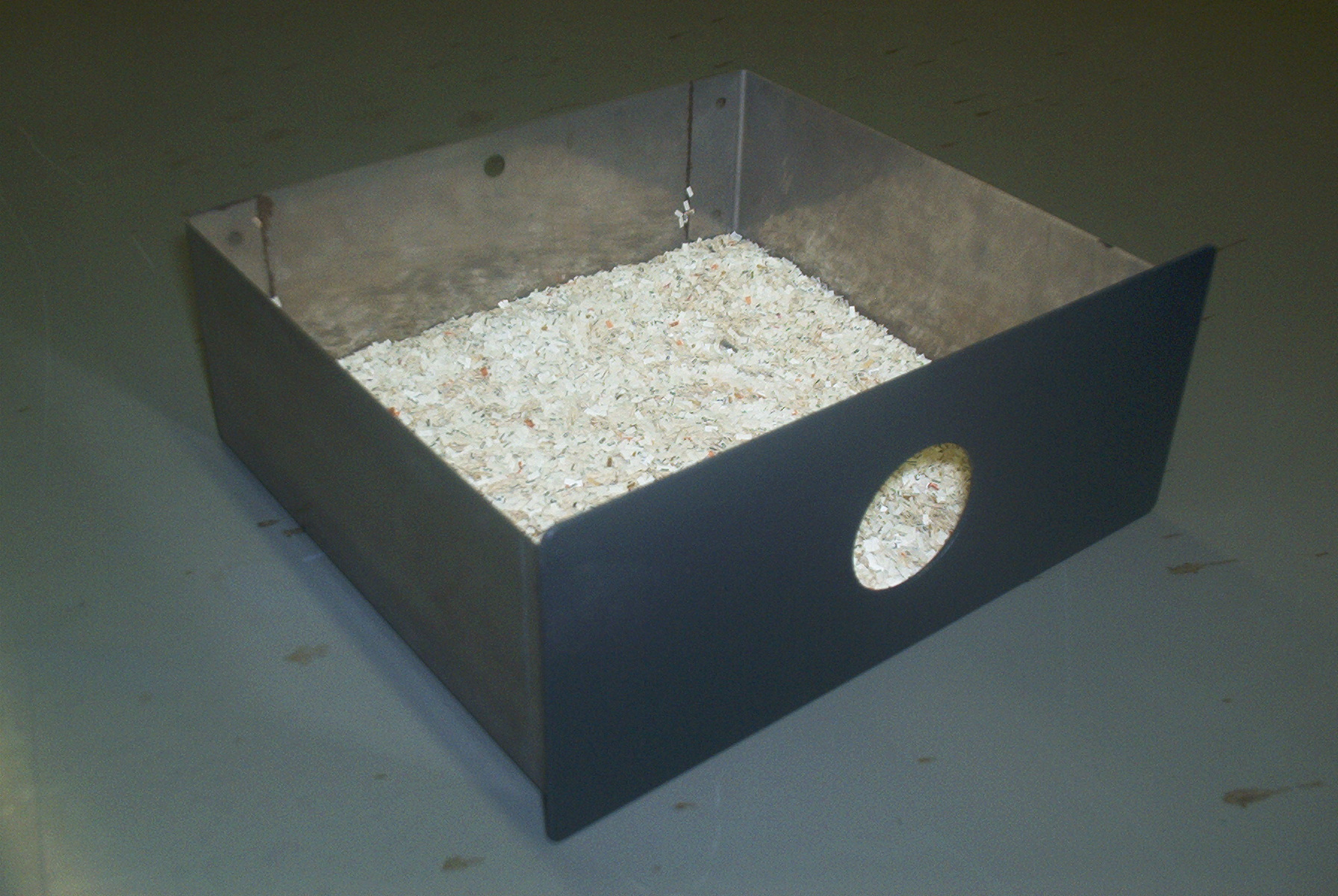
جهاز استقبال الرقاقة (تشاد) من ثقب مفتاح UNIVAC

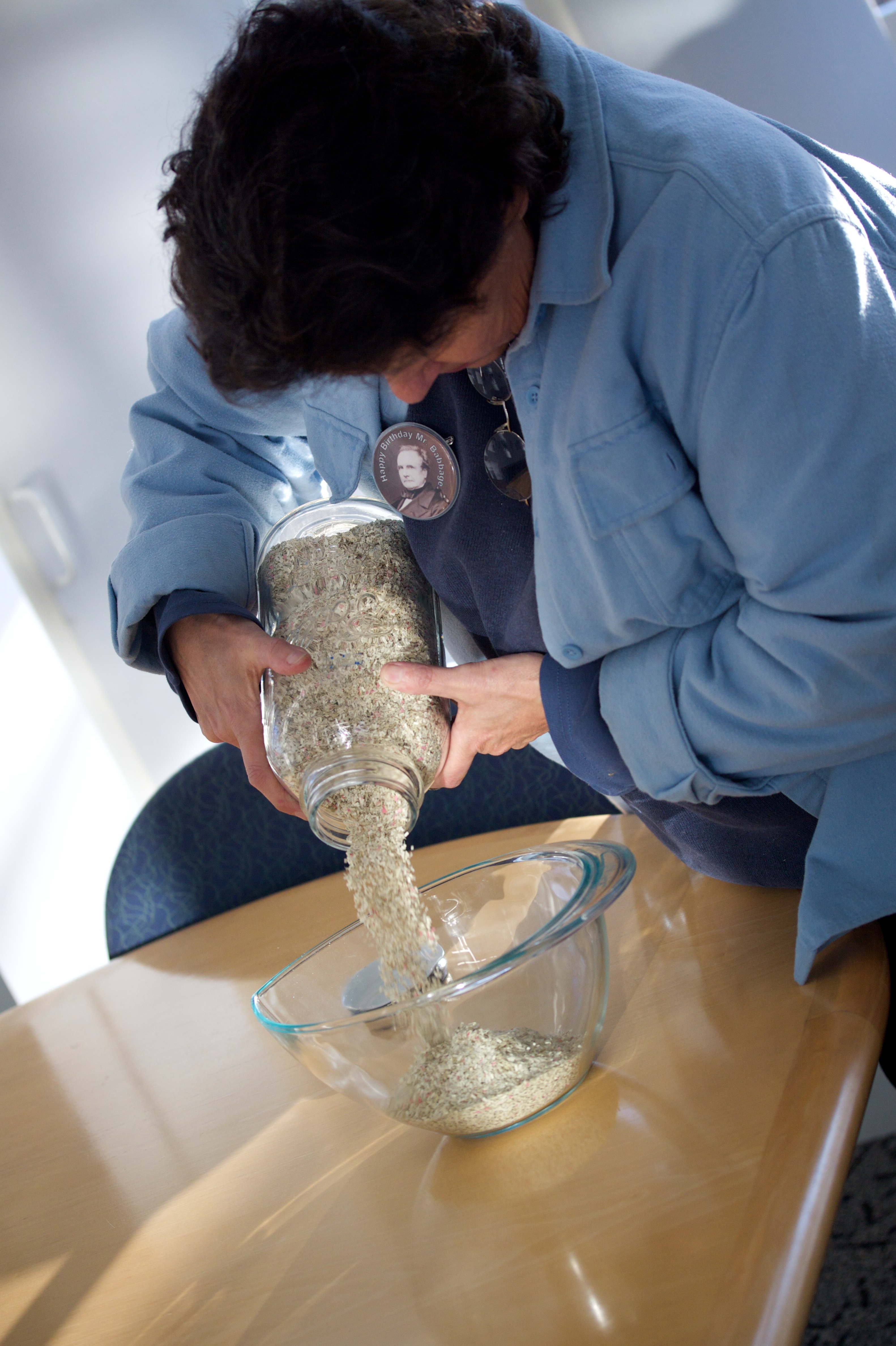
صب تشاد من جرة في متحف تاريخ الكمبيوتر

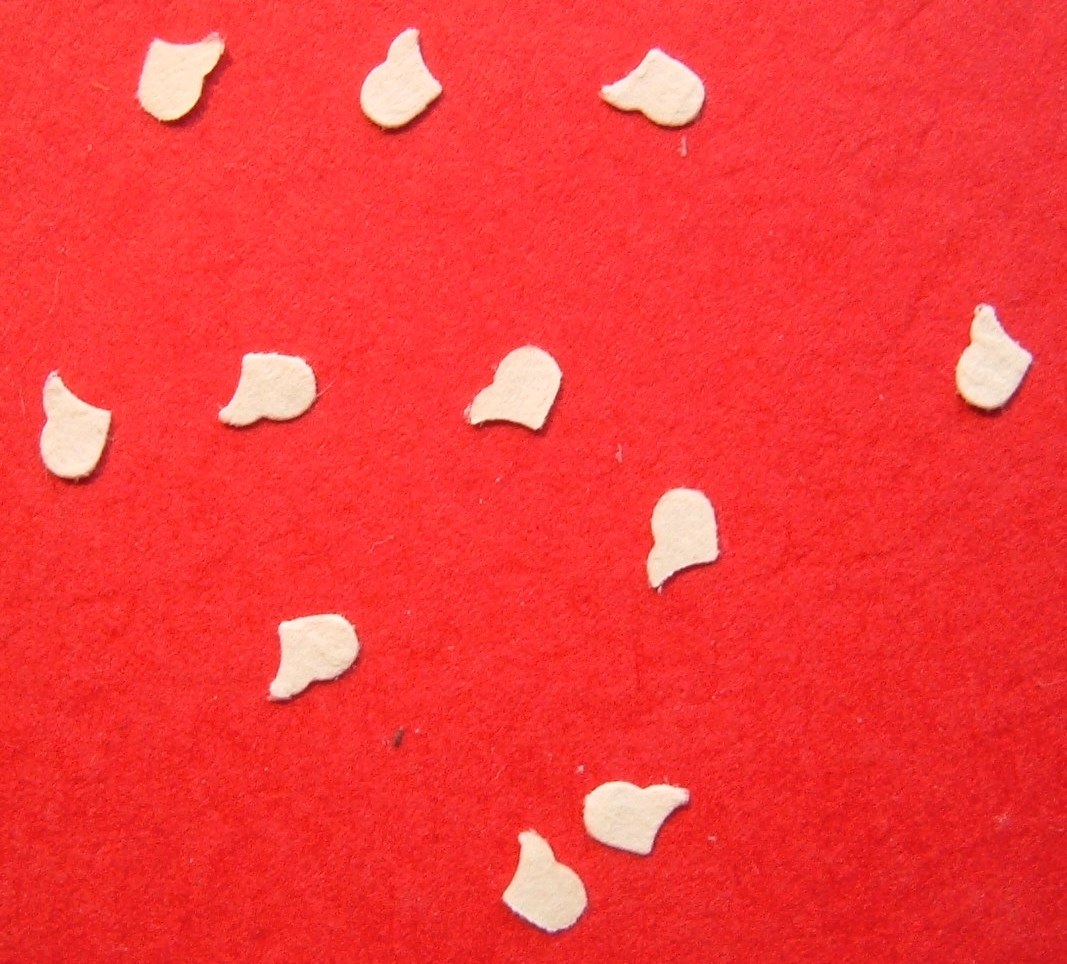
تشاد غير متماثل ينتج عن طريق تخريم التذاكر

يُقصد بتشاد شظايا الورق التي تتكون احيانا عند ثقب ورقة أو بطاقة أو مواد اصطناعية مشابهة مثل شريط التخزين المثقوب في الحاسب الآلي أو البطاقات المثقوبة.

## اصل الكلمة
اصل مفردة تشاد مجهول،  ففي ثلاثينات وأربعينيات القرن العشرين  يظهر معناها كما في وثائق التقديم لبراءات الاختراع في ذلك الوقت وهي الشريط المثقوب في التلغراف وتتضمن براءات الاختراع هذه مرادفات مثل "chaff"  (القشور) و "chips" (الرقائق)، وتضمنت أيضا "receptacle or chad box " (وعاء أو صندوق تشاد)  عام1930 لجمع الرقائق المقطوعة من حافة الشريط  وتواجدت في براءة الاختراع عام 1938 "chaff or chad chute" (قشر أو أنبوب تشاد) عام 1938، وتم تكليف براءات الاختراع لشركة تيليتايب حينها.
وتوثقت صيغة الجمع  "chads"حوالي عام 1939مع chadless"" والتي تعني بدون تشاد أو عديمة تشاد، وقدم والتر بيكون تعريفات واضحة لكلا المفردتين في طلبه لبراءة الاختراع عام 1940 للشركة المسؤولة عنها في ذلك الوقت وهي مختبرات بل، وجاء في نصه "في صنع هذه الثقوب، يقطع المثقاب قطعًا دائرية صغيرة من الورق، تُعرف في الفن باسم تشاد، هذه "تشاد" غير مقبولة، وتتحضَّر الاشرطة عديمة التشاد عن طريق جهاز لا يثقب دائرة كاملة في الشريط بل يقطع تقريبا ثلاثة ارباع محيط الدائرة وهكذا يترك غطاء ورق متحرك أو متوقف في الشريط.
وفي قاموس نيو هاكر قدًم اشتقاقين ومن المحتمل ان مقصده كان هزلي لكلمة "chad"  وهي انها بناء من الاسم الشخصي "chadless" والاختصار لـ"Card Hole Aggregate Debris"، وتدعي علم اصول الكلمات الأخرى انها مشتقة من الاسم الإسكتلندي لحصى النهر "chad" أو الكلمة العامية للقمل عند البريطانيين "chat".

## تشاد مثقوب جزئياً
عندما لا يُثقب تشاد بالكامل يُوصف بمفردات مختلفة، كل مفردة تتناسب مع حجم التغيير الحاصل من الحالة الاصلية له، والفروق بين كل بطاقة مهمة في التصويت، وتُطبَّق المفردات التالية عند وصف تشاد رباعي الزوايا:
- تشاد المعلقة وتُربط بورقة التصويت بزاوية واحدة فقط. تشاد المتأرجحة وتُربط بورقة التصويت بزاويتين. تشاد الثلاثي وتُربط بورقة االتصويت بثلاث زوايا. تشاد الحامل وتُربط بورقة التصويت في جميع الزوايا، لكنها تحمل مسافة في بدايتها تشير إلى ان الناخب ربما اراد وضع علامة على ورقة التصويت.[5]

واستخدم العديد من اصوات فلوريدا في الانتخابات الرئاسية في الولايات المتحدة عام 2000 بطاقات التصويت المثقوبة حيث الثقوب المثقوبة بشكل غير كامل تشققت ونتج عنها تشاد مثقوب جزئيًا، إما «تشاد المعلقة» حيث يكون مربوط بزاوية واحدة أو «تشاد الحامل» حيث تكون الاربع زوايا مربوطة، ويبدو انه كانت هناك مسافة في بدايتها، وهذه الاصوات لم تحتسب في آلات الجدولة، ممَّا تسبب بإثارة الجدل بين المترشحين آنذاك بوش وغور ادت إلى الإيقاف لبطاقات التصويت المثقوبة في الولايات المتحدة.

## روابط خارجية
- سنوبس - أصل «تشاد»
- كلمة المخبر على تشاد
- بي بي سي نيوز على تشاد
- قاموس ماكميلان الإنجليزي على تشاد
- إدخال ملف المصطلحات اللغوية